# Хендрикс, Луна
Лу́на Хе́ндрикс (нидерл. Loena Hendrickx; род. 5 ноября 1999, Тюрнхаут) — бельгийская фигуристка, выступающая в одиночном катании. Серебряный (2022) и бронзовый призёр (2023) чемпионатов мира, чемпионка Европы (2024) и серебряный призёр чемпионата Европы (2023), бронзовый призёр чемпионата Европы (2022), серебряный (2023) и бронзовый (2022) призёр финала Гран-при. Пятикратная чемпионка Бельгии (2017—2019, 2022—2023) и участница Олимпийских игр (2018, 2022).
По состоянию на 5 октября 2024 года занимает 3-е место в рейтинге Международного союза конькобежцев.

## Семья
Родилась в Тюрнхауте. Её старший брат Йорик Хендрикс тоже фигурист, чемпион Бельгии. Он дважды представлял свою страну на зимних Олимпийских играх (в Сочи и Пхёнчхане), а также на чемпионатах мира и Европы.

## Карьера

### Сезон 2014—2015
Хендрикс дебютировала на этапе юниорского Гран-при в Дрездене (Германия) и заняла там семнадцатое место. Затем выступила на национальном чемпионате среди юниоров, который она выиграла второй раз. Потом заняла шестнадцатое место на Европейском юношеском олимпийском фестивале 2015 года. Она завершила сезон на юниорских турнирах International Challenge Cup и Coupe du Printemps, где завоевала бронзовые медали.

### Сезон 2015—2016
В августе выступила на этапе юниорского Гран-при в Риге, где заняла четырнадцатое место. Следующий юниорский этап Гран-при, на котором она выступила, прошёл в Логроньо (Испания), где она заняла одиннадцатое место. В октябре 2015 года приняла участие и во взрослых соревнованиях в Ницце на Кубке города, где была седьмой. Она пропустила вторую половину сезона из-за перелома позвоночника и возобновила тренировки через шесть месяцев.

### Сезон 2016—2017
Предолимпийский сезон Хендрикс начала в Германии на турнире Небельхорн, где заняла седьмое место. В октябре она выступала в соседней Финляндии на турнире Finlandia Trophy, выступление также было удачным, она заняла седьмое место. Далее она дважды занимала вторые места на Кубке Ниццы и Трофее Северной Рейн-Вестфалии. В конце ноября она впервые стала чемпионкой Бельгии.
В 2017 году впервые выступила на чемпионате Европы, где после короткой программы расположилась на 11-м место с 55,41 баллами, в произвольной программе расположилась на 7-м месте с 117,30 баллами, в итоге заняла 7-е место с суммой баллов 172,71. При этом были улучшены все её бывшие спортивные достижения.
В конце марта выступила на чемпионате мира, проходившем в Хельсинки, после короткой программы расположилась на 17-м месте с 57,54 баллами, в произвольной программе расположилась на 14-м месте с 115,28 баллами, в итоге заняла 15-е место с суммой баллов 172,82. При этом сумела пройти квалификацию и завоевать путёвку для своей страны на Олимпиаду в Южную Корею и незначительно улучшила свои прежние достижения в сумме и короткой программе.

### Сезон 2017—2018
Новый олимпийский сезон Луна начала на юниорском этапе в Зальцбурге, где она выступила не совсем удачно и финишировала в конце десятки. На чемпионате Европы в Москве, после короткой программы расположилась на 8-м месте с 55,13 баллами, в произвольной программе расположилась на 5-м месте с 121,78 баллами, в итоге заняла 5-е место с суммой баллов 176,91, при этом Хендрикс улучшила свой прошлогодний результат, уступив трём представительницам России и итальянке Каролине Костнер.
На Олимпийских играх в Корее бельгийская фигуристка после короткой программы расположилась на 20-м месте с 55,16 баллами, в произвольной программе расположилась на 14-м месте с 116,72 баллами, в итоге заняла 16-е место.
В марте выступила на чемпионате мира в Милане, где после короткой программы расположилась на 10-м месте с 64,07 баллами, в произвольной программе расположилась на 6-м месте с 128,24 баллов, по итогу  она стала девятой. Ее результат позволил Бельгии отправить двух фигуристок для участия в чемпионате мира 2019 года. Сезон 2017/2018 Луна завершила на 22-м месте в рейтинге ISU.

### Сезон 2018—2019
Начала сезон на турнире Nebelhorn Trophy, где завоевала бронзовую медаль. Участие в чемпионате мира 2018 дало ей право участвовать на двух этапах Гран-при в сезоне 2018/2019. На этапе Гран-при Skate America, набрала 54,13 балла в короткой программе, но отказалась от участия в произвольной программой по медицинским причинам. На третьем этапе Гран-при Хельсинки, в коротко программе расположилась на 3-м месте с 63,17 баллами, в произвольной программе расположилась на 4-м месте с 128,05 баллами, по итогу заняла 5-е место с суммой баллов 191,22.
Отказалась от участия в чемпионате Европы 2019 из-за травмы спины, но выступила на чемпионате мира в Сайтаме (Япония), где в короткой программе расположилась на 13-м месте с 62,60 баллами, в произвольной программе расположилась на 11-м месте с 123,69 баллами, по итогу заняла 12-е место с суммой баллов 186,29.

### Сезон 2019—2020
Летом 2019 года Хендрикс вывихнула и сломала лодыжку, а также порвала три связки на сборах в Турции. Она вернулась на лед в сентябре, но получила еще одну травму лодыжки при попытке тройного флипа, из-за чего ей пришлось покинуть лёд еще на месяц. В декабре она в третий раз повредила лодыжку, что вынудило ее отказаться от участия в чемпионате Европы 2020. В конце января 2020 года у нее была травма сухожилия левой лодыжки, из-за чего она не выходила на лёд до тех пор, пока из-за пандемии COVID-19 катки не закрылись.

### Сезон 2020—2021
Начала сезон на турнире серии «Челленджер» Budapest Trophy, который уверено выиграла с отрывом общей суммы баллов в 14,6. Затем она второй раз выиграла турнир International Challenge Cup. На чемпионате мира, проходившем в Стокгольме, в короткой программе заняла 10-е место с 67,28 баллами, в произвольной программе заняла 4-е место с 141,16 баллами, в итоге заняла 5-е место с суммой баллов 208,44.

### Сезон 2021—2022
Новый олимпийский сезон начала на турнире Finlandia Trophy, где заняла четвёртое место. В ноябре на этапе серии Гран-при Gran Premio d’Italia, завоевала бронзовую медаль. Неожиданно в короткой программе заняла первое место с 73,52 баллами и улучшила свой личный результат, в произвольной программе, заняла третье место с 145,53 баллами, в итоге стала третьей с суммой баллов 219,05, при этом улучшила свой лучший результат по произвольной программе и в общей сумме. Это была её первая медаль серии Гран-при и первая в истории Бельгии.
В конце ноября фигуристка приняла участие в шестом этапе серии Гран-при Rostelecom Cup, проводившемся в Сочи. По итогам короткой программы, заняла 6-е место с 64,44 баллами. Луна допустила помарку на каскаде и сорвала тройной флип. В произвольной программе, заняла 5-е место с 139,25 баллами, в итоге заняла пятое место с суммой баллов 203,69.
В январе 2022 года выступила на чемпионате Европе, проходившем в Таллине. По итогам короткой программы занимала второе место с 76,25 баллами, в произвольной программе заняла пятое место с 131,72 баллами, в итоге заняла четвёртое место с суммой балла 207,97.
На Олимпийских играх в Пекине, после короткой программы расположилась на промежуточном 7-м месте с 70,09 балла, в произвольной программе расположилась на 9-м месте с 136,70 балла, в итоге заняла 8-е место с суммой баллов 206,79.
В марте выступила на чемпионате мира, где после короткой программы расположилась на втором место с 75,00 баллами, в произвольной программе расположилась также на втором месте с 142,70 баллами, в итоге завоевала серебряную медаль с суммой баллов 217,70. Она стала первой бельгийской фигуристкой в истории, завоевавшей медаль чемпионата мира в женском катании. В парном катании бельгийские фигуристы становились призёрами в 1947 и 1948 годах.

### Сезон 2022—2023
Новый сезон начала на турнире серии «Челленджер» Nebelhorn Trophy, в короткой программе заняла 1 место с 76,19 баллов, в произвольной программе заняла 2 место с 131,86 баллов, в итоге выиграла турнир с суммой баллов 208,05. В октябре приняла участие на турнире Japan Open, где в произвольной программе заняла 2 место с 132,53 баллов и в составе сборной Европы завоевала бронзовую медаль.
В ноябре приняла участие в третьем этапе серии Гран-при Grand Prix de France, после короткой программы расположилась на 1 месте с 72,75 баллов, в произвольной программе расположилась также на 1 месте с 143,59 баллов, в итоге завоевала золотую медаль с суммой баллов 216,34. Эта золотая медаль стала её первой золотой медалью серии Гран-при и первой в истории Бельгии. В конце ноября выступила на шестом этапе Гран-при Grand Prix Espoo, где после короткой программы расположилась на 1 месте с 74,88 баллов, в произвольной программе расположилась на 3 месте с 129,03 баллов, в итоге завоевала серебряную медаль место с суммой баллов 203,91. В декабре выступила в финале Гран-при, после короткой программы расположилась на 3 месте с 74,24 баллов, в произвольной программе расположилась также на 3 месте с 122,11 баллов, в итоге завоевала бронзовую медаль с суммой баллов 196,35.
В конце января выступила на чемпионате Европы. Луна подходила к турниру в качестве фаворитки на золотую медаль, в отсутствие российских фигуристов, которые были отстранены от любых мероприятий под эгидой ISU в связи со вторжением России в Украину. После короткой программы расположилась на промежуточном 2 месте с 67,85 баллов, в программе она недокрутила тройной лутц и прицепила только двойной тулуп вместо тройного, и допустила «степ-аут» с касанием руками льда. В произвольной программе расположилась на 3 месте с 125,63 баллов, в программе фигуристка исполнила каскад тройной лутц — тройной тулуп, два двойных акселя, тройной флип, но упала на тройном лутце, а затем и на тройном флипе и осталась без каскада. С суммой баллов 193,48 завоевала серебряную медаль чемпионата, уступив Анастасии Губановой.
В марте выступила на чемпионате мира, в короткой программы упала с каскада тройной лутц — тройной тулуп, остальные элементы исполнила без ошибок и расположилась на промежуточном 5 месте с 71,94 балла. В произвольной программе упала с тройного лутца, остальные элементы исполнила без ошибок и заняла 4 место с 138,38 балла. По сумме баллов за обе программы набрала 210,42 и завоевала бронзовую медаль.

## Программы
| Сезон     | Короткая программа | Произвольная программа | Показательные номера |
| --------- | --- | --- | --- |
| 2024—2025 | - «Black and Gold» Бренна Уитакер хореограф-постановщик Адам Шоя | - «Believe» Шер в исполнении Мэдилин Бейли - «Fly Away From Sorrow» Карл Хуго хореограф-постановщик Адам Шоя | - «Heaven or Hell» Ремо Форрер |
| 2023—2024 | - «Im Nin’alu» Ашер Свисса и Авраам Мор ft. Наркис аранжировка Карл Хуго - «Living for Love» Мадонна аранжировка Карл Хуго хореограф-постановщик Адам Шоя             | - «Break My Soul (The Queens Remix)» Бейонсе и Мадонна аранжировка Карл Хуго хореограф-постановщик Адам Шоя | - «Miami Bitch» Legius & Gazell - «Unicorn» Ноа Кирель |
| 2022—2023 | - «Sí, Mamá» INNA - «Mi Gente» Джей Бальвин и Уилли Уильям в исполнении Бейонсе хореограф-постановщик Адам Шоя                                                        | - «Heaven» - «Fallen Angel» Карл Хуго хореограф-постановщик Адам Шоя - «Poeta» Роби Факкинетти - «Fallen Angel» Карл Хуго хореограф-постановщик Адам Шоя - «Poeta» Роби Факкинетти хореограф-постановщик Адам Шоя              | - «Loneliness» LONI |
| 2021—2022 | - «Caruso» Лучо Далла в исполнении Лара Фабиан хореограф-постановщик Адам Шоя                                                                                         | - «Andromeda (Psytrance)» Dj Mistrionsx - «Spirits» Chronis Taxidis - «Lost Desert» Armand Franquelli, Ezequiel Asencio - «Mizmar vs Violin» Hamada Enani - «Arabian Night» Zwirek, Пётр Цвирко хореограф-постановщик Адам Шоя | - «Circus» Бритни Спирс |
| 2020—2021 | - «It's All Coming Back to Me Now» в исполнении Селин Дион хореограф-постановщик Адам Шоя                                                                             | - «Fever» Эдди Кули, Джон Дэвенпорт в исполнении Бейонсе - «Naughty Girl» в исполнении Бейонсе хореограф-постановщик Адам Шоя                                                                                                  | |
| 2018—2019 | - «It's All Coming Back to Me Now» в исполнении Селин Дион хореограф-постановщик Адам Шоя                                                                             | - «Diferente» Gotan Project хореограф-постановщик Адам Шоя | - «Into You» Ариана Гранде |
| 2017—2018 | - «Frozen» Мадонна хореограф-постановщик Адам Шоя | - «Diferente» Gotan Project хореограф-постановщик Адам Шоя | - «New Rules» Дуа Липа |
| 2016—2017 | - «The Prayer» в исполнении Селин Дион, Джош Гробан хореограф-постановщик Адам Шоя                                                                                    | - «Adagio» в исполнении Лара Фабиан хореограф-постановщик Сэнди Суй | |
| 2015—2016 | - «Jalousie 'Tango Tzigane'» Якоб Гаде - «Gabriel's Oboe» (из фильма «Миссия») Эннио Марриконе - «Jalousie 'Tango Tzigane'» Якоб Гаде хореограф-постановщик Сэнди Суй | - «Adagio» в исполнении Лара Фабиан хореограф-постановщик Сэнди Суй | |
| 2014—2015 | - «Soapdish» Алан Сильвестри | - «Принц Египта» Ханс Циммер | |
| 2013—2014 | - «Soapdish» Алан Сильвестри | - «Malagueña» Эрнесто Лекуона | |
| 2012—2013 | - «He's a Pirate» (из фильма «Пираты Карибского моря: Сундук мертвеца») Клаус Бадельт и Ханс Циммер в исполнении Дэвид Гаррет                                         | - «Malagueña» Эрнесто Лекуона | - «Malagueña» Эрнесто Лекуона - «He's a Pirate» (из фильма «Пираты Карибского моря: Сундук мертвеца») Клаус Бадельт и Ханс Циммер в исполнении Дэвид Гаррет |
| 2010—2011 | | - «Overture» (из фильма «Нежная Ирма») Андре Превин | |

## Результаты
| Соревнования                        | 13/14         | 14/15         | 15/16         | 16/17         | 17/18         | 18/19         | 20/21         | 21/22         | 22/23         | 23/24         | 24/25         |
| Международные                       | Международные | Международные | Международные | Международные | Международные | Международные | Международные | Международные | Международные | Международные | Международные |
| ----------------------------------- | ------------- | ------------- | ------------- | ------------- | ------------- | ------------- | ------------- | ------------- | ------------- | ------------- | ------------- |
| Олимпийские игры                    |               |               |               |               | 16            |               |               | 8             |               |               |               |
| Чемпионат мира                      |               |               |               | 15            | 9             | 12            | 5             | 2             | 3             | 4             |               |
| Чемпионат Европы                    |               |               |               | 7             | 5             |               |               | 3             | 2             | 1             |               |
| Финал Гран-при                      |               |               |               |               |               |               |               |               | 3             | 2             |               |
| Этапы Гран-при. Cup of China        |               |               |               |               |               |               |               | C             |               | 3             |               |
| Этапы Гран-при. Skate America       |               |               |               |               |               | WD            |               |               |               | 1             |               |
| Этапы Гран-при. Rostelecom Cup      |               |               |               |               |               |               |               | 5             |               |               |               |
| Этапы Гран-при. Италия              |               |               |               |               |               |               |               | 3             |               |               |               |
| Этапы Гран-при. Финляндия           |               |               |               |               |               | 5             |               |               | 2             |               |               |
| Этапы Гран-при. Франция             |               |               |               |               |               |               |               |               | 1             |               |               |
| Челленджер. Budapest Trophy         |               |               |               |               |               |               | 1             |               |               |               |               |
| Челленджер. Nebelhorn Trophy        |               |               |               | 7             |               | 3             |               |               | 1             |               |               |
| Челленджер. Finlandia Trophy        |               |               |               | 7             |               |               |               | 4             |               |               |               |
| International Challenge Cup         |               |               |               | 1             |               |               | 1             |               |               |               |               |
| Santa Claus Cup                     |               |               |               |               | 2             |               |               |               |               |               |               |
| NRW Trophy                          |               |               |               | 2             |               |               |               |               |               |               |               |
| Международный кубок Ниццы           |               |               | 7             | 2             |               |               |               |               |               |               |               |
| Shanghai Trophy                     |               |               |               |               |               |               |               |               |               |               | 3             |
| Командные                           |               |               |               |               |               |               |               |               |               |               |               |
| Japan Open                          |               |               |               |               |               |               |               |               | 3             | 3             |               |
| Национальные                        |               |               |               |               |               |               |               |               |               |               |               |
| Чемпионаты Бельгии                  |               |               |               | 1             | 1             | 1             | C             | 1             | 1             |               |               |
| Чемпионат Бельгии среди юниоров     | 1             | 1             |               |               |               |               |               |               |               |               |               |
| Международные среди юниоров         |               |               |               |               |               |               |               |               |               |               |               |
| Этапы юниорского Гран-при. Австрия  |               |               |               |               | 9             |               |               |               |               |               |               |
| Этапы юниорского Гран-при. Испания  |               |               | 11            |               |               |               |               |               |               |               |               |
| Этапы юниорского Гран-при. Латвия   |               |               | 14            |               |               |               |               |               |               |               |               |
| Этапы юниорского Гран-при. Германия |               | 17            |               |               |               |               |               |               |               |               |               |
| Европейский Олимпийский фестиваль   |               | 16            |               |               |               |               |               |               |               |               |               |
| International Challenge Cup         |               | 3             |               |               |               |               |               |               |               |               |               |
| Coupe Printemps                     | 6             | 3             |               |               |               |               |               |               |               |               |               |